# Dhiban
Dhiban, (Arabic: ذيبان Ḏiʾbān) cunoscut de  Moabiți ca 
Dibon (moabită: 𐤃𐤉𐤁𐤍 DYBN; ebraică: דִּיבוֹן Dīḇōn), este un oraș în Guvernoratul Madaba, situat la aproximativ 70 de kilometri sud de Amman și la est de Marea Moartă. Anterior nomadă, comunitatea modernă a stabilit orașul în anii 1950. Populația actuală a Dhibanului este de aproximativ 15.000 de locuitori, mulți lucrând în armată, agenții guvernamentale sau în producția agricolă sezonieră. Un număr de tineri studiază în universitățile din apropiere din  Karak, Madaba, și Amman. Majoritatea locuitorilor practică religia islamică.

## Istorie
Vechea așezare se află adiacentă orașului modern. Săpăturile au arătat că situl a fost ocupat intermitent în ultimii 5.000 de ani, cea mai timpurie ocupație a sa având loc în epoca bronzului timpuriu în mileniul I î.Hr. Istoria vastă a așezărilor site-ului se datorează în parte amplasării sale pe Drumul Regelui, o rută comercială majoră în antichitate. Majoritatea dovezilor pentru această populație sunt concentrate într-o înălțime de 15 hectare. Găsirea inscripției Meșa în 1868 a dus la o creștere a vizitatorilor orașului (inclusiv turiști și savanți) datorită confirmării ostentabile a pasajelor biblice.

### Epoca bronzului
Prima așezare substanțială din siteul-ului Dhiban a fost în timpul epocii timpurii a bronzului. Dovezi arheologice pentru o locuire a site-ului între epoca bronzului timpuriu și epoca fierului nu au fost încă găsite. Cu toate acestea, contextul arheologic perturbat al sitului înseamnă că acest lucru ar putea să nu fie definitiv. Dhiban ar putea coresponda cu orașul „Tpn” sau „Tbn” găsit în textele egiptene din timpul domniilor lui Tutmes al III-lea, Amenhotep al III-lea și Ramses al II-lea.

### Dhiban și israeliții
Potrivit Bibliei, Israeliții s-au oprit la Tell Dhiban în timpul Exodului. Biblia menționează „Divon” (ebraică דִּיבֹן), sau „Divon Gad” (דִּיבֹן גָּד‎) pentru că se spunea că orașul a fost ocupat de tribul lui Gad. Numele din ebraica biblică înseamnă irosire sau fixare.  
Potrivit Stelei lui Meșa găsită în site-ul Dhiban, Mesha, un  rege moabit din secolul al IX-lea î.Hr., a fost expulzat de israeliții și s-a stabilit în Dhiban-ul antic ca o așezare importantă în regatul Moab.

### Meșa și Regatul Moabit din epoca fierului
Inscripția Meșa a legat orașul Dhiban de biblicul „Dibon”, sugerând, de asemenea, că a fost capitala Meșa, un rege proeminent moabit din secolul al al IX-lea î.Hr., deși rolul său în domnia lui Mela nu a fost confirmat. În epocaa Ferului IIb, Dhiban a suferit cel puțin trei mari proiecte de construcții. Colina a fost mărită artificial în această perioadă și a inclus mai multe caracteristici arhitecturale noi, inclusiv ziduri de sprijin, turnuri, și un zid monumental al orașului. Datele de construcție ale acestor caracteristici nu au fost confirmate, dar ar putea fi undeva între secolele al IX-lea și al XVIII-lea î.Hr. Aceste clădiri mari par să fi fost abandonate în perioada Fierului IIc. Site-ul a prezentat, de asemenea, o necropolă mare la nord-est de colină. Aceasta conținea înmormântări de mai multe generații cu ofrande funerare corespunzătoare și avea un sicriu de lut cu capac antropomorf. Necropola pare contemporană cu aceste proiecte de construcție.
Un alt nume pentru Dibon a fost Karchoh, și există posibilitatea ca în secolul al 9-lea numele Dibon să se refere la un trib al cărui lider a fost Mesha și că numele Dibon a fost atașat orașului mai târziu (a se vedea van der Steen și Smelik 2007)

### Dhiban-ul elenistic și nabateenii
Au existat puține dovezi recuperate de pe site pentru perioadele persaă, elenistică și nabateană timpurie. Dar mai multe rânduri de dovezi indică faptul că Dhiban a devenit parte a imperiului nabataean la mijlocul secolului 1 î.Hr. Acestea includ ceramică în stil nabataean, monede și arhitectură (cum ar fi un templu cu un aspect asemănător nabataean, zidărie nabateiană și apeduct, zid de sprijin și scară monumentală).

### Dhiban-ul roman și bizantin
În 106 romanii au încorporat teritoriile nabataene în propriul lor imperiu, inclusiv Dhiban. Clădirile monumentale nabateene au fost abandonate și au existat indicii de scădere a populației în sit. Monedele, un mormânt de familie cu mai multe generații și o inscripție indică, totuși, că situl a rămas locuit și au existat unele proiecte de construcție în această perioadă. Inscripția sugerează, de asemenea, că romanii au întreținut un drum în apropierea sitului, care ar fi putut fi Drumul Regelui. Mai târziu, în perioada romană și care a dus în perioada bizantină populația din Dhiban a început să crească treptat în dimensiune. A fost menționat chiar și în Onomasticonul lui Eusebiu ca un sat foarte mare în secolul al IV-lea. Săpăturile au descoperit două clădiri semnificative din această perioadă - o baie și două biserici.

### Perioada islamică timpurie și mijlocie
Data exactă a așezării islamice timpurii în Dhiban este în dezbatere și ar putea fi din perioada 7-8 omeidă sau din perioada secolului 8-9 abbasidă. Comunitatea a prosperat în acest timp și a acoperit cea mai mare parte a colinei până în Secolul al XIV-lea în perioada mamelucă, dacă nu mai devreme în timpul secolului al XIII-lea în perioada ayyubidă. Mai multe structuri de pe site au fost datate în această perioadă folosind monede și ceramică.
În 1261, sultanul mameluc Baibars I l-a acordat Dhiban-ului titlul de iqta ca fiului unui prinț ayyubid. Dhiban a prosperat de-a lungul anilor 1200 și 1300. Acesta se afla pe principala rută comercială a regiunii și a furnizat carne orașelor din apropiere. Orașul a avut o economie agricolă diversă, cu grâu einkorn și orz suplimentat cu struguri, smochine, linte și năut. Agricultura din Dhiban depindea foarte mult de utilizarea cisternelor care furniza apă pentru irigații, deoarece climatul semi-arid făcea precipitațiile incerte. Oamenii practicau multicultura și creșteau porci, oi, capre și bovine; de asemenea, au prins pește, crustacee și crabi.
Cu toate acestea, Dhiban pare să fi scăzut în importanță după 1356, când orașul Hisban din apropiere și-a pierdut statutul de capitală a regiunii al-Balqa în favoarea capitalei Amman. Perioadele de secetă din anii care au urmat au exacerbat acest declin, iar Dhiban a fost abandonat în primii ani ai dominației otomane.

### Perioadele islamice și hașemite târzii
Otomani defter pentru Transiordan neglijează din 1538 până în 1596 Dhiban, ceea ce implică faptul că așezarea a scăzut prin secolul al XVI-lea. Familiile tribului nomad pastoral Bani Hamida au înființat Dhiban-ul modern în anii 1950 și ambele construite pe structuri preexistente și le-au folosit pentru materii prime. În anii următori, terenurile din jurul colinei au fost distribuite comunității pentru proprietate privată, iar colina în sine rămâne proprietatea guvernului iordanian.

## Arheologie
Prima lucrare la Dhibon a fost realizată de Duncan Mackenzie în 1910, în principal, o examinare de suprafață.Săpăturile științifice au început la fața locului la mijlocul secolului 20 cu proiectul Școlile Americane de Cercetare Orientală în 1950-53 condus de F.V. Winnett și mai târziu de W.L. Reed.
 Efortul ASOR, condus acum de William Morton, a continuat cu sezoane în 1955, 1956, 1965.
Proiectul actual de excavare și restaurare este Dhiban Excavation and Development Project, co-regizat de oameni de știință de la Universitatea din Liverpool, Knox College și Universitatea Berkeley din California. Lucrările au fost desfășurate în 2002, 2004, 2005, 2009, 2010, 2012 și 2013.